# سیارک ۲۰۸۷۸
سیارک ۲۰۸۷۸ (به انگلیسی: 20878 Uwetreske، نامگذاری:2000VH50) بیست هزار و هشتصد و هفتاد و هشتمین سیارک کشف شده‌است که در ۲ نوامبر ۲۰۰۰ کشف شد.
قدر مطلق سیارک برابر ۱۶.۲ است.